# کاکسامبو دو سول
کاکسامبو دو سول (به پرتغالی: Caxambu do Sul) یک منطقهٔ مسکونی در برزیل است که در سانتا کاتارینا واقع شده‌است. کاکسامبو دو سول ۳٬۵۵۱ نفر جمعیت دارد.